# Markt 7 (Dettelbach)

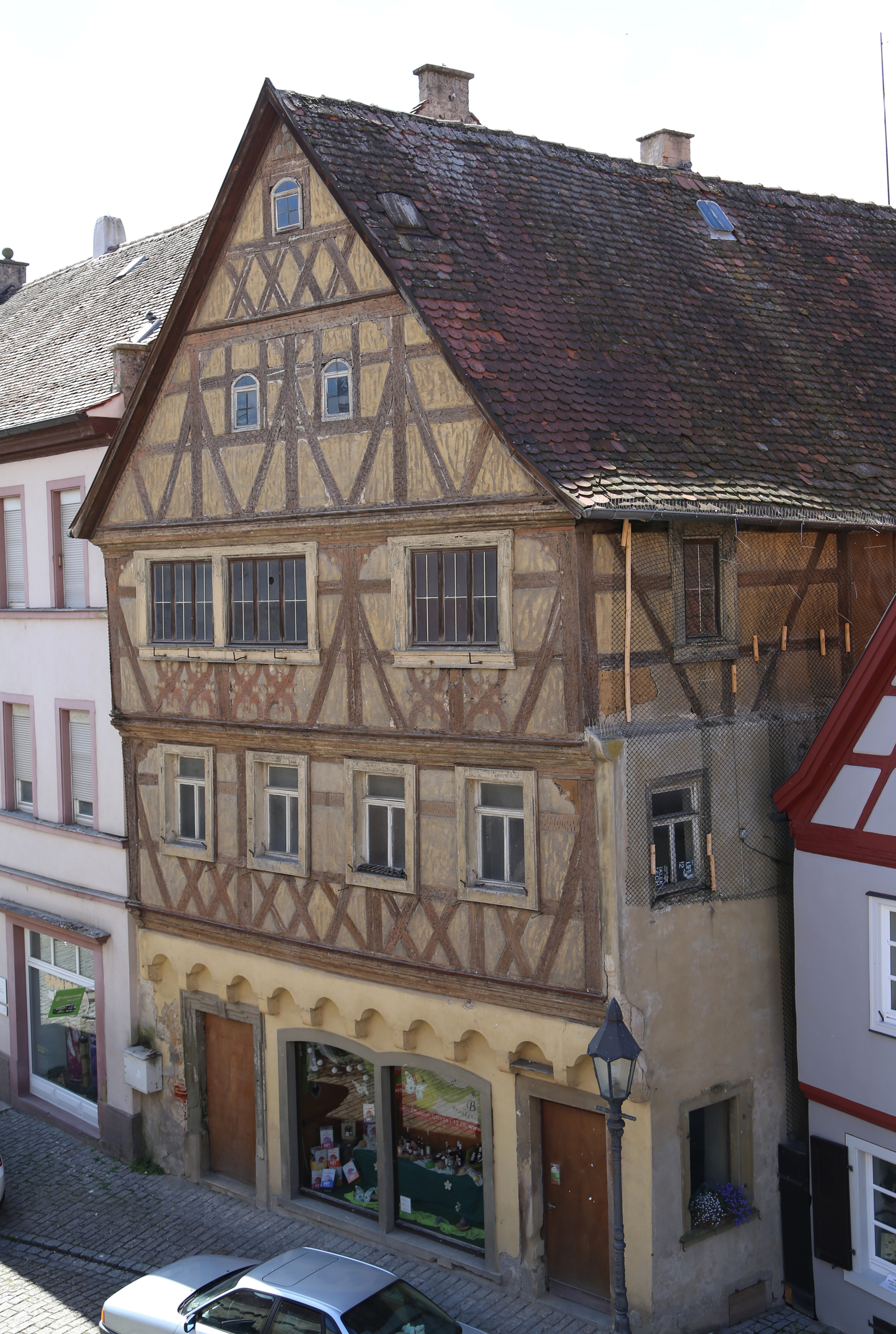
Das Haus am Markt 7 in Dettelbach

Das Haus Markt 7 (auch Götz-Haus, früher Hausnummer 175) ist ein denkmalgeschütztes Gebäude in der östlichen Altstadt des unterfränkischen Dettelbach. Die Hakenhofanlage bestimmt den städtebaulichen Charakter des Marktes der Stadt maßgeblich mit. 

## Geschichte
Das Haus Markt 7 stammt aus der zweiten Hälfte des 16. Jahrhunderts. Am linken Außenständer des zweiten Obergeschosses ist die Jahreszahl 1577 zu erkennen, die wahrscheinlich auf das Baujahr hinweist. Erstmals urkundlich erwähnt wurde das Haus im Jahr 1599. Damals lebte dort der fürstbischöflich-würzburgische Amtskeller Bartholomäus Schönkapp. Das Haus wurde in der Folgezeit immer als Wohn- und Geschäftshaus genutzt. Dort wohnte die Dettelbacher Oberschicht. Im Jahr 1635 ist Johann Georg Schönkapp im Anwesen nachweisbar, der 1675 starb.
Er hatte bereits 1670 das Haus an Johann Schumann verkauft, der als Kaufmann und Gewürzkrämer arbeitete und Mitglied des Dettelbacher Stadtrates war. 1693 ist der Metzger Friedrich Blank dort nachweisbar. Auch er saß im Rat der Stadt. Blank vererbte das Haus seinem Sohn Melchior, der von 1725 bis zu seinem Tod 1742 dort lebte. In der Folgezeit bestand in den Räumlichkeiten eine vom Rat Thomas Höfer betrieben, für Dettelbach typische Lebküchlerei. Höfer war auch als Wachszieher tätig und stellte Kerzen für die Wallfahrer her, die die Stadt besuchten.
Der Sohn Adam Höfer erweiterte 1778 mit der Übernahme des Hauses sein Warenangebot mit Wein. Er stieg vor seinem Tod 1831 zum Bürgermeister seiner Heimatstadt auf. Der Weinhandel spielte in der gesamten ersten Hälfte des 19. Jahrhunderts eine Rolle. Das Haus besaßen die Händler Karl Schauer und Franz Schlör. Nach dem Tod Schlörs 1869 kam mit Georg Eyersheim ein Buchbinder zu der Hofanlage. Der folgende Eigentümer Michael Ködel war Kaufmann und Kurzwarenhändler. Seine Witwe Elisabetha betrieb das Geschäft nach seinem Tod 1899 noch bis 1909 weiter.
1909 erwarb der Kaufmann Johann Hauck das Haus und führte die Kurzwarentradition fort. Hauck starb 1926 und der Laden ging an seine Witwe Babette. 1938 richtete Karolina Götz, geborene Hauck, die Tochter des Ehepaares, ein Kurz- und Spielwarengeschäft ein. Sie hatte den Kaufmann Bernhard Götz geheiratet, nach dem das Haus im 20. Jahrhundert auch den Namen Götz-Haus erhielt. 1952 legte man das unter Putz verborgene Fachwerk frei. 1963 ging das Geschäft an Oskar Götz und seine Ehefrau Rosemarie Mayer. Nach häufigen Besitzerwechseln ab 1992 kaufte 2013 die Stadt Dettelbach das Haus.

## Beschreibung

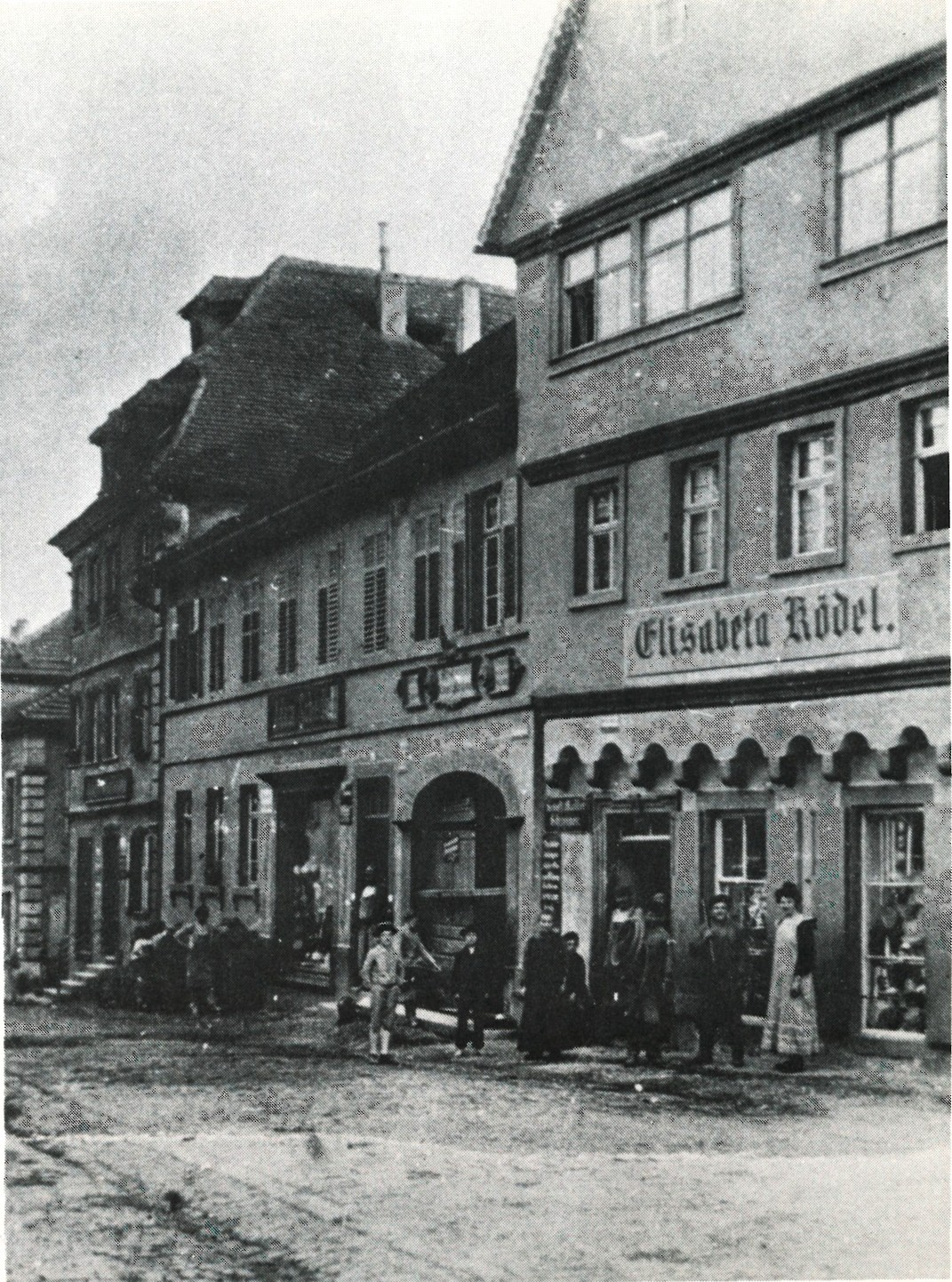
Das Haus Markt 7 auf einer Fotografie um 1900

Das Haus wird vom Bayerischen Landesamt für Denkmalpflege als Baudenkmal geführt. Untertägige Überreste von Vorgängerbauten sind als Bodendenkmal vermerkt. Daneben ist es ein markantes Element des Ensembles Altstadt Dettelbach. Das Anwesen präsentiert sich als dreigeschossiger Giebelbau mit Satteldach aus der Zeit der Renaissance. Das massive Erdgeschoss wurde im 20. Jahrhundert stark verändert, um hier Ladenflächen einzubauen. Die Obergeschosse wurden mit Fachwerk errichtet. Der Hausgrundriss ist hakenförmig, wobei der Innenhof ursprünglich nur über die Bachstraße erreicht werden konnte.
Nachträglich wurde im Erdgeschoss eine Passage eingebaut, das Portal wurde mit einem Steinrahmen aus der Zeit um 1780 ausgestattet. Das Obergeschoss kragt oberhalb des Gesimsbalkens nach vorne, wodurch mehr Platz in den Obergeschossen existiert. Die Kragsteinreihe ist typisch für die Dettelbacher Altstadt und könnte sich an die gegenüberliegende Burg- oder Kirchenzinne anlehnen. Die Fenster entstammen unterschiedlichen Jahrhunderten und gelangten teilweise in der Barockzeit hierher. Sie weisen geohrte Rahmungen auf. Die Fenster des Dachgeschosses sind noch aus der Bauzeit überkommen. 
Das Fachwerk der Obergeschosse ist verkämmt, die Ständer werden von langen Fußstreben gestützt, die bis an den Halsriegel reichen und mit dem Pfosten verzapft wurden. Die Gefügeart von Kopf- und Fußstreben weisen den sogenannten „Mann“ als typisches Element des fränkischen Fachwerks der Renaissance auf. Daneben weist das Haus auch Zierfachwerk wie die kurzen Streben unterhalb des Brustriegels auf. Sie sind als sogenannte Andreaskreuze ausgeformt. Auch das spiralförmige Schnitzwerk der Außenständer hat rein schmückenden Charakter.